# Dianthus fruticosus
Dianthus fruticosus ist eine Pflanzenart aus der Gattung der Nelken (Dianthus) innerhalb der Familie der Nelkengewächse (Caryophyllaceae).

## Beschreibung

### Vegetative Merkmale
Dianthus fruticosus ist ein Zwergstrauch, dessen Blütentriebe Längen von 2 bis 50 Zentimeter erreichen. Die oberirdischen Pflanzenteile sind kahl. Sie weist viele dicht beblätterte und nicht blühende sowie entfernt beblätterte und blühende Triebe auf. Die sehr variablen Laubblätter sind 1 bis 8 Millimeter breit und flach-lederig bis stielrund-fleischig.

### Generative Merkmale
Die Blütezeit reicht von Juni bis September. Der Blütenstand enthält 5 bis 20 Blüten. Der Kelch ist 12 bis, meist 18 bis 25 Millimeter groß und röhrig bis schmal-spindelförmig. Es sind 2 oder 6 bis 30 Außenkelchblätter vorhanden. Die obersten Außenkelchblätter sind breit-verkehrt-eiförmig, elliptisch bis fast rund und meist zugespitzt. Die unteren Außenkelchblätter sind manchmal kleiner. Die Krone ist (gelblich-)rosafarben bis purpurrot und an ihrem Grund ist ein dunkel gezeichneter, bärtiger Fleck vorhanden, ihr oberes Ende ist locker grob gezähnt.

## Vorkommen
Dianthus fruticosus kommt in der Ägäis auf griechischen Inseln vor. Dianthus fruticosus wächst auf Kalkfelswänden in Höhenlagen von 0 bis 400 Meter.

## Taxonomie und Systematik
Diabnthus fruticosus wurde 1753 von Carl von Linné in Species Plantarum, Band 1, Seite 418 erstbeschrieben.
Je nach Autor gibt es von der Art Dianthus fruticosus etwa acht Unterarten unterschieden. Mit ihrer Systematik hatte sich besonders der schwedische Botaniker Hans Runemark (1927–2014) befasst.
- Dianthus fruticosus L. subsp. fruticosus: Die Blätter messen meist 25 bis 35 (20 bis 40) × 4 bis 8 Millimeter. Sie sind flach und lederig bis dick und meist schmal-verkehrt-eiförmig. Die Außenkelchblätter sind 4 bis, meist 5 bis 6 Millimeter breit und 1,2 bis 2-mal so lang. Spätere Blüten weisen (14 bis) 16 bis 26 Schuppen auf. Der Kelch ist (18 bis) 20 bis 25 Millimeter lang. Die Kelchzähne sind 7 bis 10 Millimeter lang und spitz oder stumpf. Die Kronblätter sind 10 bis 13 Millimeter breit. Diese Unterart kommt auf den westlichen Kykladen vor.[1]

- Dianthus fruticosus subsp. karavius Runemark: Die Blätter messen 20 bis 30 (bis 35) × 3 bis 4 Millimeter. Sie sind flach und fleischig und meist schmal verkehrt-eiförmig. Die Außenkelchblätter sind etwa 4 Millimeter breit. Spätere Blüten weisen 12 bis 16 Schuppen auf. Der Kelch ist 12 bis 13 Millimeter lang. Die Kelchzähne sind 5 bis 6 Millimeter lang und mehr oder weniger spitz. Die Kronblätter sind 7 bis 8 Millimeter breit. Diese Unterart kommt auf der Felsenklippe Petrokaravi bei Patmos vor.[1]

- Dianthus fruticosus subsp. rhodius (Rech. f.) Runemark: Die Blätter messen (20 bis) 25 bis 35 × (2 bis) 3 bis 4 Millimeter. Sie sind flach und meist lanzettlich oder linealisch-lanzettlich. Die Außenkelchblätter sind 3 bis 4 Millimeter breit und doppelt so lang. Spätere Blüten weisen 12 bis 24 Schuppen auf. Der Kelch ist 16 bis 20 Millimeter lang. Die Kelchzähne sind 5 bis 7 Millimeter lang und spitz oder stumpf. Die Kronblätter sind 8 bis 10 Millimeter breit. Diese Unterart kommt auf dem Dodekanes von Rhodos bis Kalymnos vor.[1]

- Dianthus fruticosus subsp. sitiacus Runemark: Die Blätter messen (8) 10 bis 20 (25) × 1 bis 1,5 Millimeter und sind halbstielrund und bespitzt. An allen Blüten sind 20 bis 30 Außenkelchblätter vorhanden. Die oberen Außenkelchblätter sind an der Spitze gerundet bis rundlich-dreieckig und haben eine Breite von 3 bis 4,5 Millimeter. Der Kelch ist 18 bis 22 Millimeter groß. Die Kelchzipfel sind 6 bis 8 Millimeter groß und zugespitzt. Diese Unterart ist im Osten der Insel Kreta in der Präfektur Lasithi endemisch. Die Chromosomenzahl beträgt 2n = 30.[2]

- Dianthus fruticosus subsp. amorginus Runemark: Die (4) 6 bis 8 Außenkelchblätter an der ersten Blüte eines Außenstandes sind 3 bis 3,5 Millimeter breit, 2- bis 3-mal so lang wie breit und verschmälern sich an der Spitze allmählich. Blüten die später erscheinen weisen 10 bis 16 (20) Schuppen auf. Die Blätter messen 15 bis 30 × 1,5 bis 3 und sind flach (z. B. auf Kreta) bis halbstielrund und stumpf bis spitzlich. Der Kelch ist 18 bis 22 Millimeter groß. Die Kelchzähne sind zugespitzt und 7 bis 9 Millimeter groß. Die Kronblätter sind 8 bis 11 Millimeter breit. Diese Unterart kommt auf den östlichen Kykladen sowie auf den Kreta vorgelagerten Dionysiaden vor.[1] Die Chromosomenzahl beträgt 2n = 30.[3]

- Dianthus fruticosus subsp. carpathus Runemark: Die Blätter sind 10 bis 20 Millimeter groß, stumpf bis spitzlich und meist drehrund. Die Kronblätter sind 8 bis 10 Millimeter breit. Die Außenkelchblätter sind breit elliptisch bis rundlich und 3 bis 4 (4,5) Millimeter breit. Spätere Blüten weisen 10 bis 16 (20) Schuppen auf. Der Kelch ist 18 bis 22 Millimeter groß. Die Kelchzähne sind 6 bis 8 Millimeter groß und spitz. Diese Unterart kommt nur auf Karpathos und den benachbarten Inseln Kasos und Saria vor.

- Dianthus fruticosus subsp. creticus (Tausch) Runemark: Die Blätter messen (15) 25 bis 35 × 1 bis 2 (3) Millimeter. Sie sind flach oder stielrund bis halbstielrund und fleischig. Die Außenkelchblätter sind (2) 3 bis 4 Millimeter breit und nur geringfügig länger. Spätere Blüten weisen bis zu 24 Schuppen auf. Der Kelch ist 16 bis 22 Millimeter lang. Die Kelchzähne sind 6 bis 9 Millimeter lang und zugespitzt oder leicht abgerundet. Die Kronblätter sind 9 bis 11 Millimeter breit. Diese Unterart ist im Mittelteil Kretas endemisch.[1] Die Chromosomenzahl beträgt 2n = 30.[3]

- Dianthus fruticosus subsp. occidentalis Runemark: Die Außenkelchblätter sind (4) 5 bis 6 Millimeter breit und zugespitzt. Spätere Blüten weisen bis zu 20 Schuppen auf. Die Blätter messen 25 bis 35 × 2 bis 4 Millimeter und sind lineal(-lanzettlich), meist spitz und immer flach. Der Kelch ist 20 bis 25 Millimeter groß. Die Kelchzähne sind 7 bis 11 Millimeter groß und zugespitzt. Die Kronblätter sind 11 bis 14 Millimeter breit. Diese Unterart kommt auf dem südwestlichen und südlichen Peloponnes, auf den Inseln Lefkas,[2] Kefalonia, Zakinthos,[4] Hydra, Kythira, im westlichen Kreta und auf den Paximadia-Inseln vor.[1]